# オーベン
株式会社オーベン（Orben Inc.）は主に投資事業を行っている企業である。以前は東証マザーズに上場していた。

## 概要
設立当初の商号は株式会社アイ・シー・エフ（略称はi-cf、icf）。総合ウェブコンサルティング企業でサイバーエージェントとの繋がりの深い企業であり、2000年10月に東証マザーズへの上場を果たした。その後、投資会社へと変貌しオートバイテル・ジャパンやウェッブキャッシング・ドットコム等の買収に乗り出したもののその多くが頓挫するに至っている。
2003年から2007年頃にかけて旧作テレビアニメのDVDソフト化をコンテンツ企画グループで行っていた（販売は日本コロムビアに委託）。
2008年、梁山泊事件に絡む株式市場における偽計取引で大阪地方検察庁に告発された。3月5日に東京証券取引所から監理銘柄の指定を受けた。そして、3月18日、4月19日付けで上場廃止の決定を受けた。
社名の由来は「Order of Benefit」から。

## 沿革
- 1997年（平成9年）4月5日 - 株式会社カラーフィールドを東京都渋谷区富ケ谷に設立。
- 1999年（平成11年）4月 - 本社を東京都渋谷区上原に移転。
- 2000年（平成12年）
  - 3月 - 株式会社アイ・シー・エフに商号変更。
  - 8月 - 本社を東京都港区赤坂に移転。
  - 10月 - 東証マザーズに上場。
- 2002年（平成14年）
  - 5月 - 本店を東京都港区西新橋1丁目に移転。
  - 11月 - 本店を東京都港区西新橋3丁目に移転。
- 2004年（平成16年）3月 - 本店を東京都港区北青山に移転。
- 2006年（平成18年）
  - 4月 - プライバシーマークを取得。
  - 8月 - 株式会社オーベンに商号変更。
- 2008年（平成20年）
  - 1月 - 本社を現在地に移転。
  - 3月5日 - 監理銘柄に指定される。
  - 3月18日 - 整理銘柄に指定される。
  - 4月19日 - 上場廃止。

## 上場廃止後
2008年9月30日に、1株につき 6,500円 の配当を実施することが決定した。権利確定日は2008年8月20日。
売買最終日の終値が 4,930円 であるため、整理ポストで買って持ち越した人は利益が出ることになった。